# قائمة أعمال لينكين بارك
في ما يلي قائمة أعمال فرقة الروك الأمريكية لينكين بارك.

## ألبومات إستوديو
| العنوان                                                                          | تفاصيل الألبوم | أعلى مرتبة وصل إليها | أعلى مرتبة وصل إليها | أعلى مرتبة وصل إليها | أعلى مرتبة وصل إليها | أعلى مرتبة وصل إليها | أعلى مرتبة وصل إليها | أعلى مرتبة وصل إليها | أعلى مرتبة وصل إليها | أعلى مرتبة وصل إليها | أعلى مرتبة وصل إليها | مبيعات/نسخة                                                                   |
| العنوان                                                                          | تفاصيل الألبوم | الولايات المتحدة     | أستراليا             | النمسا               | كندا                 | فرنسا                | ألمانيا              | إيرلندا              | نيوزيلندا            | سويسرا               | المملكة المتحدة      | مبيعات/نسخة                                                                   |
| -------------------------------------------------------------------------------- | --- | -------------------- | -------------------- | -------------------- | -------------------- | -------------------- | -------------------- | -------------------- | -------------------- | -------------------- | -------------------- | ----------------------------------------------------------------------------- |
| هايبرد ثيوري                                                                     | - تاريخ الإصدار: أكتوبر 24، 2000 - شركة تسجلات: تسجيلات وارنر برذرز - صيغ الإصدار: قرص مضغوط، كاسيت، اسطوانة فونوغراف، تحميل رقمي                 | 2                    | 2                    | 2                    | 5                    | 17                   | 2                    | 6                    | 1                    | 5                    | 4                    | - عالميا: 27,000,000 - الولايات المتحدة: 11,048,000                           |
| ميتيورا                                                                          | - تاريخ الإصدار: 25 مارس 2003 - شركة تسجلات: تسجيلات وارنر برذرز، تسجيلات ماشين شوب - صيغ الإصدار: قرص مضغوط، كاسيت، اسطوانة فونوغراف، تحميل رقمي | 1                    | 2                    | 1                    | 2                    | 3                    | 1                    | 1                    | 1                    | 1                    | 1                    | - عالميا: 16,000,000 - الولايات المتحدة: 6,100,000                            |
| مينتس تو ميدنايت                                                                 | - تاريخ الإصدار: 14 مايو 2007 - شركة تسجلات: تسجيلات وارنر برذرز، تسجيلات ماشين شوب - صيغ الإصدار: قرص مضغوط، اسطوانة فونوغراف، تحميل رقمي        | 1                    | 1                    | 1                    | 1                    | 1                    | 1                    | 1                    | 1                    | 1                    | 1                    | - عالميا: 12,000,000 - الولايات المتحدة: 3,300,000 - المملكة المتحدة: 504,830 |
| أثاوزند سنز                                                                      | - تاريخ الإصدار: 8 سبتمبر 2010 - شركة تسجلات: تسجيلات وارنر برذرز، تسجيلات ماشين شوب - صيغ الإصدار: قرص مضغوط، اسطوانة فونوغراف، تحميل رقمي       | 1                    | 1                    | 1                    | 1                    | 4                    | 1                    | 3                    | 1                    | 1                    | 2                    | - الولايات المتحدة: 906,000                                                   |
| ليفينغ ثينغز                                                                     | - تاريخ الإصدار: 20 يونيو 2012 - شركة تسجلات: تسجيلات وارنر برذرز، تسجيلات ماشين شوب - صيغ الإصدار: قرص مضغوط، اسطوانة فونوغراف، تحميل رقمي       | 1                    | 2                    | 1                    | 1                    | 2                    | 1                    | 2                    | 1                    | 1                    | 1                    | - عالميا: 2,500,000 - الولايات المتحدة: 681,000                               |
| ذا هنتينغ بارتي                                                                  | - تاريخ الإصدار: يونيو 13, 2014 - شركة تسجلات: تسجيلات وارنر برذرز، تسجيلات ماشين شوب - صيغ الإصدار: قرص مضغوط، اسطوانة فونوغراف، تحميل رقمي      | 3                    | 3                    | 2                    | 3                    | 3                    | 1                    | 6                    | 2                    | 1                    | 2                    | - عالميا: 1,000,000 - الولايات المتحدة: 300,000                               |
| تدل علامة – على أن الألبوم لم يتم إصداره في ذلك البلد أو أنه لم يدخل في القائمة. | |                      |                      |                      |                      |                      |                      |                      |                      |                      |                      |                                                                               |

## وصلات خارجية
- موقع لينكين بارك الرسمي
- موقع رابطة معجبي لينكين بارك الرسمي
- لينكين بارك على أول ميوزيك